# Mario Morgantini
Mario Morgantini (Chiusi, 1920 – Ravenna, 10 aprile 1945) è stato un partigiano italiano, medaglia d'oro al valor militare alla memoria.

## Biografia
Soldato del 22º Reggimento della Divisione Cremona, impegnato sul Fronte occidentale e poi in Corsica, Morgantini, dopo l'8 settembre 1943, prese parte, nelle file della stessa Divisione trasformata in Gruppo di combattimento, alla Guerra di liberazione.
Marconista presso un comando di battaglione in linea nel territorio di Alfonsine e nonostante avesse già partecipato a numerose pericolose azioni, alla vigilia dell'offensiva finale chiese di essere assegnato ad una delle Compagnie più avanzate. Con un gruppo di commilitoni, Morgantini attaccò un caposaldo nemico intimandone la resa. Ferito, non desistette dall'azione. Colpito una seconda volta, ai compagni che si esponevano per salvarlo, gridava di non occuparsi di lui e di continuare l'attacco. Poco dopo Morgantini spirava.